# -赤い華- You're gonna change to the flower
「-赤い華- You're gonna change to the flower」は、1999年8月4日に発売された椎名へきるの13枚目のシングル。本人最大のヒット曲、テレビアニメ『ヱデンズボゥイ』後期オープニングテーマを起用。

## 収録曲
1. -赤い華- You're gonna change to the flower [0:00]
作詞 - 椎名へきる / 作曲・編曲 - PIPELINE PROJECT
テレビアニメ『ヱデンズボゥイ』後期オープニングテーマ
2. いつまでも… [0:00]
作詞：
3. -赤い華- You're gonna change to the flower（Instrumental version）
4. いつまでも…（Instrumental version）